# San Fulgencio (Alicante)
San Fulgencio (en valenciano, Sant Fulgenci) es un municipio de la Comunidad Valenciana, España, ubicado al sur de la provincia de Alicante, en la comarca de la Vega Baja del Segura. Está situado a 16 km al sur de la ciudad de Elche, a 22 km de Orihuela, capital de la comarca y cabeza de partido; y a 26 km del aeropuerto de Alicante - Elche. Cuenta con una población de 9433 habitantes (INE 2024). Se trata de un municipio hispanófono, en el que el español cuenta con el predominio lingüístico reconocido legalmente.
San Fulgencio, pese a estar en un enclave cercano al mar, no le pertenece litoral alguno, mientras que poblaciones limítrofes entre las que se encuentra, Elche y Guardamar del Segura, son las que disponen del mismo.

## Geografía física

### Clima
El clima es del tipo Mediterráneo - Àrido / Semidesértico, cuyas características principales son; unas suaves temperaturas y una pluviometría escasa durante las épocas del invierno y la primavera, a la par de, en esta última, de producirse desde el mes de marzo un aumento significativo de  horas de sol, las cuales incidirán durante los próximos meses para llegarse a alcanzar unas muy altas temperaturas durante todo el periodo estival; momento en el que las mismas, suelen alcanzar y superar los 40 °C de forma asídua.  
Produciéndose además en este estadio una muy alta humedad relativa (HR) del aire, (superior al 85 %) la que provoca que el aire más cálido sea capaz de contener una mayor concentración de vapor de agua y con ello, el contribuir a la formación de un SCMs (Sistema Convectivo de Mesoescala). 
Sobre este fenómeno también contribuye para su formación, y sobre todo, durante el periodo otoñal; el que se le una el otro gran temido fenómeno atmosférico de la "Gota Fría" ó "Dana" (Depresión Aislada en Niveles Altos de la Atmósfera) y, que con asiduidad, suele afectar a todo el "Arco Mediterráneo" del levante Español.
Para la formación de ésta, deben de concatenarse diversos factores climáticos, como son la alta temperatura del agua en el Mar Mediterráneo, los vientos de levante y otros fenómenos atmosféricos; que contribuyen a desarrollar las tan temidas y peligrosas lluvias torrenciales, (que de manera súbita, pueden alcanzar, y superar, los 550'00 litros/m2),/24horas, provocando las inundaciones del territorio; tal y como ha ido sucediendo a lo largo de la historia, en toda la comarca del Baix Segura.
La última situación acaecida en el municipio, data del verano - otoño de 2019. (12/09/2019).

### Hidrografía
San Fulgencio dispone de una amplia red de azarbes (acéquias) y azúdes compartidos entre sí, conexionados además, con la red de la vecina localidad de Daya Vieja, mediante los que se recogen canalizan y distribuyen las aguas abajo de ambas localidades; siendo recibidas, depuradas y recicladas en la estación de tratamiento y depuracion de aguas EPSAR. (Entidad Pública de Saneamiento de Aguas Residuales C.Valenciana).
Desde esta instalación y una vez realizado el tratamiento, se surtirá de aguas de riego a las parcelas destinadas a las producciónes agrícolas bioecológicas, mientras que el resto serán desembocadas al mar mediante un emisario final con sistema de tubería gravitacional soterrada bajo el lecho marino a unos 150 metros de la costa. Los lodos obtenidos del tratamiento, los cuáles, contienen altos índices de compuesto fosfato - nitrogenado; serán comercializados como aporte de abono de campo, que se utilizará para la pre - labranza de la posterior siembra agrícola.

## Historia
La historia de San Fulgencio comenzó en el siglo XVIII, cuando D. Luis Antonio de Belluga y Moncada, obispo de Cartagena puso en marcha su proyecto de desecar una serie de tierras pantanosas e insalubres próximas a la desembocadura del río Segura, transformándolas en suelo fértil y apto para el aprovechamiento agrícola. A este cardenal también se le debe el nombre de la localidad, así como que desde su fundación, disponga de la categoría de Villa Real, concedida por el rey Felipe V. Su fundación data de 1729. 
El primer contingente de población que se instaló en San Fulgencio procedía de la cuenca del río Segura, de Murcia y su huerta. En 1794 San Fulgencio contaba con 1.215 habitantes, aunque debido a los altibajos de los cultivos y las epidemias en 1857 la población se redujo a 866 habitantes censados.

## Geografía humana

### Organización territorial
El municipio posee una entidad singular de población adscrita al núcleo urbano: La Marina-El Oasis, que se encuentra a 5,5 km y a 46 m s. n. m. Su construcción se inició a finales de los años 80, a raíz de las inundaciones del 04 Nov. de 1987 habidas en la Vega Baja del Segura. La conforman, varios distritos ó (Núcleos) llamados: La Marina, La Escuera, La Plana, El Oasis, Monte Victoria, El Oral, y El Sector - 8. (C.Comerciales - Las Pesqueras).

### Demografía
La población actual en 2024 en el municipio, (Fuente: INE), asciende a 9.433 habitantes.
| Gráfica de evolución demográfica de San Fulgencio entre 1842 y 2021                                                   |
| |
| Población de derecho según los censos de población del INE. Población de hecho según los censos de población del INE. |

| Nacionalidad | Hombres | Mujeres | Total | %     | Proporción |
| ------------ | ------- | ------- | ----- | ----- | ---------- |
| Española     | 1587    | 1509    | 3096  | 34.0% |            |
| Extranjera   | 2986    | 3009    | 5995  | 65.9% |            |

| País                 | Hombres | Mujeres | Total | %     | Proporción |
| -------------------- | ------- | ------- | ----- | ----- | ---------- |
| Reino Unido          | 1658    | 1673    | 3331  | 55.6% |            |
| Alemania             | 351     | 370     | 721   | 12.0% |            |
| Marruecos            | 115     | 98      | 213   | 3.6%  |            |
| Francia              | 72      | 68      | 140   | 2.3%  |            |
| Ucrania              | 24      | 42      | 66    | 1.1%  |            |
| Italia               | 39      | 25      | 64    | 1.1%  |            |
| Argelia              | 38      | 24      | 62    | 1.0%  |            |
| Rumania              | 30      | 29      | 59    | 0.9%  |            |
| Rusia                | 26      | 33      | 59    | 0.9%  |            |
| China                | 27      | 27      | 54    | 0.9%  |            |
| Bulgaria             | 13      | 12      | 25    | 0.4%  |            |
| Polonia              | 8       | 17      | 25    | 0.4%  |            |
| Colombia             | 8       | 11      | 19    | 0.3%  |            |
| Argentina            | 9       | 9       | 18    | 0.3%  |            |
| Venezuela            | 4       | 11      | 15    | 0.2%  |            |
| Ecuador              | 9       | 3       | 12    | 0.2%  |            |
| Portugal             | 4       | 5       | 9     | 0.1%  |            |
| Cuba                 | 3       | 4       | 7     | 0.1%  |            |
| Pakistán             | 5       | 0       | 5     | 0.08% |            |
| Perú                 | 2       | 2       | 4     | 0.06% |            |
| República Dominicana | 0       | 3       | 3     | 0.05% |            |
| Uruguay              | 1       | 2       | 3     | 0.05% |            |
| Bolivia              | 0       | 1       | 1     | 0.01% |            |
| Brasil               | 0       | 1       | 1     | 0.01% |            |
| Chile                | 0       | 1       | 1     | 0.01% |            |
| Senegal              | 1       | 0       | 1     | 0.01% |            |

Situándose la tasa de ciudadanos extranjeros, (datos  de 2021) en un 66'5% del total del registro municipal y del INE.
Quedando repartida en ratios de: un 37% de nacionalidad anglosajona (3331 hab.), un 8% de nacionalidad alemana (721 hab.), y, un amplio colectivo diversificado de población de diferentes nacionalidades extranjeras, en aumento, y que conforman un 21'5% del total. (1943 hab.). 
La falta constante de inversión en mantenimiento y seguridad en el núcleo urbano adscrito durante los últimos 15 años, 'El Bréxit', así como la recepción de un amplio aumento poblacional en este último porcentaje, impactan de manera severa; en el incremento de amplios rátios de pérdida de competitividad y capacidad de renta per cápita disponible en el municipio (con respecto a otros ejercicios pasados), así como en comparación con el resto de las poblaciones de la 'Comarca del Baix Segura'.
Con referencia a las tasas de 2009, se impone, en la actualidad de (2025); la muy alta necesidad de captar nuevos inversores de empresas del sector inmobiliario nacional y extranjero para atraer nuevos posibles residentes de nacionalidad Escandinava, del Norte de Europa, así como de los países que conforman la 'Corona Británica' para volver a restablecer, los afectados  distintos ratios - baremos municipales.
La población nacional (3096 hab.) supone una tasa del 33'5% sobre el total, lo cual significa, que los otros colectivos doblan al de la población Española en el municipio, y pone de relieve el envejecimiento de la ciudadanía, así como la falta total de medidas para el aumento de la natalidad de descendencia de  españoles.
Durante la década comprendida entre los años 1996 y 2006, se apreció un alto incremento demográfico,  que alcanzó un total de 6.709 nuevos habitantes cendados, lo cual representó una tasa positiva del +232,3%; convirtiéndose en el segundo incremento, porcentual, más importante, de entre todos los municipios de la Comunidad Valenciana; y únicamente superado por el municipio levantino de Guardamar de la Safor.
La tasa de extranjería, alcanzaría su máximo histórico en 2012 con un 77,9%.  De los 12.529 residentes, 9.762 eran extranjeros. 
Desde ese momento y a partir de este año se percibirá estadísticamente una drástica reducción de manera acelerada y continua; (7 años) hasta situarse en el 63,1% en el año 2019 (tasa negativa del -14'8%), lo que representaria ahún así, uno de los más altos índices poblacionales de residentes extranjeros registrados en España.
Es uno de los pocos municipios españoles, donde el idioma predominante entre la población es el inglés, debido a que la mayoría de habitantes son de origen Británico, superando en número a los  ciudadanos nativos españoles.
Durante el lustro 2013-2018, la nacionalidad más numerosa ha sido la británica, ya que alcanzó la cifra de 6364 residentes anglosajones (50,16%) del total de la población; superando ampliamente la cifra de los 2826 residentes españoles. (22,27%). El siguiente colectivo foráneo más importante ha sido el alemán, que contaba con un total de 1.468 habitantes censados. (11,57%).
En el trienio 2018, 2019 y 2020, la dinámica imparable del notable descenso demográfico, es debido, a diferentes factores socioeconomicos y socioevolutivos como son el envejecimiento poblacional, la emigración a otras regiones españolas u otros países mundiales; provocados por las distintas crisis (económica mundial ocurrida entre 2008 - 2017 y Covid 19) y que provocará la vuelta de los residentes extranjeros a sus países de origen, así como el aumento de la mortandad debido a la pandemia y postpandemia que provocará el virus del COVID19, detectado a nivel mundial en China en diciembre de 2019. Enfermedad esta, que perdura hasta nuestros días (2024).

### Comunicaciones
El municipio dispone de una Red de Carriles - Bici, que en la actualidad  contabilizan una longitud total de 6'0 km de recorrido, habiéndose completado la primera parte en el año 2022. 
Quedando pendiente, la segunda, que comunicará la urbanización La Marina, con el Sector 8. (C.Comerciales - Las Pesqueras - N332).
También se dispone de diferentes "Rutas Verdes" (El Oasis, El Oral y El Molar), las cuales permiten  realizar un senderismo, apto para todo tipo de edades, ya que la orografía habida en la zona, (prácticamente plana), permiten el poder completarlas de manera  fácil y sencilla.

### Economía
La Localidad, posee un amplio vínculo económico y de desarrollo, con el sector agrícola, siendo ésta la principal productividad en toda la comarca de la Vega Baja del Segura, aportando éste sector, un PIB (producto interior bruto), superior al 15% en el total de ingresos generados en la provincia de Alicante, así; como en el total de la Comunidad Valenciana. 
El municipio, muy favorecido por su clima, comunicaciones - situación; y al estar muy cercano a los enclaves turísticos costeros de La Marina (Elche) -  Guardamar del Segura; se ve bien posicionado y con posibilidades para atraer inversiones que dinamicen su economía, tanto a través del sector servicios, que incluye el comercio y la hostelería; así como para la ubicación de empresas relacionadas con la fabricación - mantenimiento de embarcaciones de recreo y ocio.
En el término municipal, se encuentra el polígono industrial "Lo Mora"  con acceso desde la carretera CV-859, y conexión directa a la carretera N-332. (Alicante - Cartagena)  
Construcción
Entre los años 1985 y el año 2008, San Fulgencio, experimentó un fuerte y constante crecimiento con el auge de la construcción de segundas viviendas de uso vacacional -  residencial, enfocadas  principalmente, para la venta a ciudadanos de nacionalidad extranjera.
Hostelería
Con tal motivo, se crean y potencian nuevas iniciativas económicas que se celebran de manera periódica en el municipio, y que como referencia, sería la  campaña de difusión anual de la Ruta de la Tapa", que en 2023, celebrará su exitosa VIII Edición; dado el amplio referente de oferta de restauración y hostelería  gastronómica, habida en la localidad, donde se entremezclan las elaboraciones que las distintas culturas y nacionalidades radicadas en la misma, ofrecen a todo el que quiera disfrutar de una amplia variedad de Tapeo.
También y con motivo de dinamizar la economía del Sector - 8, (C. Comerciales /  Las Pesqueras), se crea y se pone en marcha, otra actividad lúdica como es, "La Feria", donde se ubican una variedad de carpas donde se ofrecen interesantes opciones.
A esta instalación se tiene acceso desde la N-332.
Su inauguración se realizó el 22/04/23, coincidiendo con la apertura de la "Feria de Abril Sevillana".
Hortofrutícola
San Fulgencio dispone también de pequeñas industrias conserveras de frutas - vegetales y almacenes hortofrutícolas destinados a la exportación nacional e internacional.
Minería
Otra de las actividades económicas desarrolladas en la población es la extracción en cantera de áridos para la construcción, realizada a través de la empresa STARMiS.
Datos económicos
Entre 2008 y 2020, la tasa de desempleo se multiplicó por 6, pasando desde el 3'56% al 17'89%, debido a las distintas crisis económicas acaecidas a nivel nacional e internacional; como fue la del periodo 2008-2017 por la "Crisis Bancaria de las Hipotecas Subprime" asociada también, al estallido de la "Burbuja Inmobiliaria" instaurada en España.
Durante el periodo 2020-2023, España se vio afectada también por la crisis de la Covid 19 que afectó al planeta a nivel mundial.

## Política y gobierno

### Elecciones municipales
El 26 de mayo de 2019, se celebraron nuevos comicios  locales en el municipio, siendo elegido el PSOE, tras un periodo de 8 años en la oposición por los casos de corrupción acaecidos en la anterior década alcanzando la alcaldía, con el apoyo del nuevo partido político Cs (Ciudadanos), siendo investido José Sempere Ballester, como nuevo alcalde.
|                                               |         |                |       |        |            |            |  |
| Elecciones municipales del 26 de mayo de 2019 |         |                |       |        |            |            |  |
| Partido                                       | Partido | Candidato      | Votos | Votos  | Concejales | Concejales |  |
| Partido Socialista Obrero Español             |         | José Sampere   | 1.016 | 41,13% | 6          | 4          |  |
| Partido Independiente por las Nacionalidades  |         | Gilberto Díaz  | 503   | 20,36% | 3          | 1          |  |
| Partido Popular                               |         | Carlos Ramírez | 454   | 18,38% | 2          | 5          |  |
| Ciudadanos                                    |         | Joel Noche     | 381   | 15,43% | 2          | 2          |  |
| Fuente: Ministerio del Interior (España).     |         |                |       |        |            |            |  |

### Alcaldes
Desde 1979, los siguientes ediles han encabezado el gobierno de la población:
| Periodo   | Nombre | Partido                                     |
| --------- | --- | ------------------------------------------- |
| 1979-1983 | Manuel Bernabé Huertas | UCD                                         |
| 1983-1987 | Manuel Bernabé Huertas | UCD                                         |
| 1987-1991 | Manuel Bernabé Huertas | UCD                                         |
| 1991-1995 | Manuel Bernabé Huertas (1991-1992) María Teresa Terrés Murcia (1992-1995) | UCD                                         |
| 1995-1999 | Mariano Martí Sánchez | A.P.S.F.U.                                  |
| 1999-2003 | Trinidad Martínez Andrés | PSOE                                        |
| 2003-2007 | Mariano Martí Sánchez (2003) Josefa Mora Menchón (2003-2004) Mariano Martí Sánchez (2004) Trinidad Martínez Andrés (2004-2006) Mariano Martí Sánchez (2006-2007) Josefa Mora Menchón (2007) | A.P.S.F.U. PP A.P.S.F.U. PSOE A.P.S.F.U. PP |
| 2007-2011 | Trinidad Martínez Andrés | PSOE                                        |
| 2011-2015 | Carlos Ramírez Sansano | PP                                          |
| 2015-2019 | Carlos Ramírez Sansano (2015-2018) Susana Ortuño (2018) Manuel Gómez Rebagliato (2018-2019)                                                                                                 | PP Tránsfuga del PP                         |
| 2019-2023 | José Sampere Ballester | PSOE                                        |
| 2023-act. | José María Ballester | PP                                          |

### Delincuencia y Corrupción
Debido al gran crecimiento económico e inmobiliario en la zona, San Fulgencio se encuentra en una de las zonas costeras más problemáticas de vivienda residencial de extranjeros o de españoles, donde la tasa de ocupación ilegal de una vivienda, el robo con fuerza y el método del butrón se han convertido en unos métodos de delincuencia habitual; ya sean estando habitadas por sus propietarios en horas diurnas o pernoctando estos dentro de su vivienda. San Fulgencio se encuentra al respecto, a  la cabeza de este tipo de delitos cometidos en la Vega Baja del Segura.
La principal causa de todo ello, se centra en una policía local completamente inoperante y desbordada es fruto de un equipo de gobierno municipal, su socio de gobierno, (y su oposición política), centrados más en el casco antiguo; que en el resto de la urbanización, que dista a 5'5 km de distancia y a la que no dotan desde sus inicios y hasta la fecha (2024); de sistemas de video vigilancia 24 h en las distintas zonas comerciales y parques de viviendas halladas en la urbanización adscrita; siendo también como premisa, la falta total de inversión en medios, que redundarían en el obtener una mejor capacitación - cualificación de los agentes policiales para afrontar la labor de lograr el objetivo final de la reducción - disuasión de tales hechos delictivos habidos en el municipio. (2024).
Corrupción.
En San Fulgencio ha habido diversas tramas de corrupción, por especulación urbanística, viéndose implicados los principales partidos políticos, policía local, y ediles de esta localidad.  
- 2017.
- El alcalde Carlos Ramírez Sansano y el edil de deportes Pascual Sampere fueron condenados en 2017 por un delito de prevaricación, al constituir, con personas cercanas al gobierno, un club deportivo para realizar la gestión de las escuelas deportivas municipales y recibir así subvenciones directamente del Ayuntamiento. La gestión, que hasta 2011 la realizaba la empresa que tenía el contrato de servicio, pasó directamente y sin salida a concurso a la Asociación Sporting San Fulgencio, recibiendo ésta las subvenciones incluso antes de que se formalizara el cambio. El expresidente de la asociación, Antonio Irles, también fue condenado.[9] Al conocerse la sentencia, Ramírez negó que fuera a dimitir, y tras la presión del Partido Popular, decidió dejar la formación política y declararse independiente. 5 ediles del Partido Popular fueron expulsados del mismo al manifestar su apoyo a Ramírez. Mientras recurría la sentencia, Ramírez votó a favor de un polémico contrato de concesión de recogida de basuras de 16 millones de euros por 22 años.[10][11] Finalmente, dimitió el 2 de mayo de 2018, cumpliendo con la condena que le inhabilita durante 8 años y medio, y un año y medio de cárcel.

• 2008.
• El primer teniente de alcalde y concejal de Hacienda, Manuel Barrera, fue acusado en 2008 de un delito de cohecho al recibir de unos falsos empresarios 5000€ a cambio de impulsar un proyecto urbanístico en la zona. Fue condenado por ello en 2012.
- En esta misma trama, el jefe de la policía local, Bernardo Cortijo Correas, declaró al ser detenido que el montaje contra Barrera fue urdido por él y varios otros miembros de la cúpula del Ayuntamiento para provocar la "muerte política" de Barrera, ya que éste les estaba causando problemas en la aprobación de presupuestos y otras cuestiones.[14] Cortijo declaró que el concejal de Seguridad, Juan Antonio Gamuz, le ofreció 10000 € como prima si el plan tenía éxito. Gamuz, la alcaldesa Trinidad Martínez (PSOE), el concejal de Urbanismo Mariano Martí, el concejal de Deportes José Antonio González y la Concejala de Cultura Remedios Villena, fueron todos detenidos.[15] Asimismo, también fue detenido el abogado José Antonio Ramos Calabria, que prestaba regularmente servicios de asesoramiento en el Ayuntamiento, así como en otros Ayuntamientos como el de Orihuela y Bigastro, donde habían sido descubiertas tramas de corrupción.[16] Ramos Calabria era el abogado tanto de la alcaldesa de San Fulgencio como del alcalde de Totana, condenado por cohecho en el Caso Tótem. Finalmente, la causa fue sobreseída para 13 de los 14 imputados.[17]
- 2006.
- La alcaldesa Trinidad Martínez (PSOE), fue condenada en 2015 por un delito de ordenación del territorio, junto a los ediles José Mora y Mariano Martí, al conceder en el año 2001 licencia de construcción para una villa deportiva; con conocimiento y connivencia de la primera edil, de que el principal valedor del parque inmobiliario, durante el periodo 2009 - 2010, esta licencia iba a utilizarse como tapadera para segregar varios bloques de pisos; de una parte del proyecto (44 viviendas finalizadas)  y otras tantas en construcción.[18]
- 2006.
- La alcaldesa Trinidad Martínez Andrés y el ex-edil Vicente Ballester fueron acusados en 2006 de tráfico de influencias, prevaricación y negociaciones prohibidas a los funcionarios, al haber aprobado un plan urbanístico con 600 viviendas en la zona urbana de San Fulgencio, conocida como "Los Donises" cuando ambos tenían familiares con terrenos en dicha zona. Martínez y Ballester confirmaron haber aprobado el plan y tener familiares con intereses en la zona, aunque fueron absueltos ya que dicha aprobación se hizo tras haber obtenido un informe externo favorable.[19]

## Servicios públicos

### Sanidad
San Fulgencio dispone de dos centros médicos asistenciales, (CAP -Centros de Asistencia Primaria).
El primero de ellos ubicado en el centro urbano y, el segundo de ellos llamado Centro Auxiliar Urb. La Marina, y que atienden, desde las 08'30 horas hasta las 21'00 horas de lunes a viernes de forma ininterrumpida; y, bajo cita previa.
Para el resto de urgencias nocturnas y fin de semana, hay que desplazarse al centro asistencial (CAP) de Guardamar del Segura que dista a 8'0 km.
El hospital de referencia para Consultas Externas y Especialistas, está  asignado el Hospital de Torrevieja que dista, a 30'00 km del municipio.
En la localidad la población cuenta con cuatro farmacias, dado el alto negocio de venta de medicamentos a la población extranjera.
Como curiosidad,
resulta lo sumamente sorprendente, que el consistorio no tenga en cuenta su alto grado de población mayor, tanto en el municipio, como en toda la zona de la Vega Baja, al no haber pensado en plantear soluciones para ésta franja de edad.
Pudiéndose destinar terrenos, y, la concesión de permisos para instaurar residencias y centros de día para mayores, (ya sean de gestión pública o privada), pudiéndoseles ubicar en zonas cercanas a la costa, dada la benévola climatología habida en la zona los 365 días del año, lo cual es muy beneficioso para el tratamiento de afecciones respiratorias, y de otro tipo de patologías; tal y como podrían ser las actuales de índole mental, surgidas tras la situación Post-Covid 19. 
Todo ello redundaría en el beneficio de los habitantes locales y en la mejora de los servicios asistenciales, y en la creación de empleo estable y de calidad sobre todo, para la población local.
San Fulgencio, cuenta también con un puesto asistencial de la Cruz Roja, ubicado en la Urb.La Marina, C/Parque del Manzanares. 03177.
Tel: 965 727 500.

## Patrimonio
San Fulgencio cuenta con el siguiente patrimonio:
- la iglesia parroquial, del siglo XVIII;
- un Museo Arqueológico, donde se pueden ver cerámicas íberas y griegas;
- Yacimiento arqueológico de La Escuera. Corresponde al ibérico pleno (finales del siglo V al II a. C.).
- Yacimiento arqueológico de El Oral. Es un ejemplo de planificación de poblado de época ibérica antigua (siglo VI a. C.), con claras influencias semíticas.

## Gastronomía
Uno de los platos más típicos importantes de la localidad es el "Cocido con Pelotas" como también ocurre en toda la Comarca del Bajo Segura; ya que las verduras, huevos y  carnes, así como el método empleado en su elaboración hacen de este plato elaborado  una receta local de gran tradición que perdura hasta nuestros días.
Toda la gastronomía local combina el uso de carnes, verduras y hortalizas propias de un pueblo de marcada tradición agrícola.
Son típicos también los arroces, destacando el Arroz con Conejo, que se suele cocinar a la leña o el Arroz con Costra, muy típico en toda la provincia.
También sus clásicos dulces y postres como  son los Dulces de Boniato con Mistela en el mes de enero o Las Torrijas de Semana Santa son dignas de mención, ya que, dada la calidad de los ingredientes naturales autóctonos empleados como son la naranja, el limón, los dátiles, y otros, además del gusto en la manera de realizar su elaboración artesanal, hacen de éstos un complemento ideal para finalizar un buen ágape.
https://alliolialicante.com/recetas-tradicionales-alicantinas/dulces-y-postres/enredos-de-san-fulgencio.html

## Hermanamientos
El municipio de San Fulgencio está hermanado con la siguiente localidad:
- Sermoneta (Italia)